# 蔡斯 (堪薩斯州)
蔡斯（英語：Chase）是一個位於美國堪薩斯州賴斯縣的城市。

## 地方資料
根據2020年美國人口普查的數據，蔡斯的面積為0.72平方千米，當中陸地面積為0.72平方千米，而水域面積為0.00平方千米。當地共有人口396人，而人口密度為每平方千米550人。